# Милош Попдимитров
Милош Попдимитров е български фолклорист, просветен деец и общественик, деец на Македонската емиграция в България.

## Биография
Милош Попдимитров е роден през 1895 година в костурското село Вишени, тогава в Османската империя. Емигрира в свободна България, където се занимава с фолклористика.
Членува в Костурското благотворително братство, а от 1924 година е негов подпредседател.
Умира в 1969 година.